# Gergő Szemes
Gergő Szemes, född 11 februari 2003, är en ungersk fäktare som tävlar i florett.

## Karriär
Vid EM 2024 i Basel tog Szemes silver tillsammans med Dániel Dósa, Andor Mihályi och Gergely Tóth i lagtävlingen i florett efter en finalförlust mot Frankrike. Vid VM 2025 i Tbilisi tog han brons individuellt i florett efter att ha förlorat mot hongkongske Ryan Choi i semifinalen. Szemes tog även brons i lagtävlingen i florett tillsammans med Dániel Dósa, Andor Mihályi och Gergely Tóth efter att de besegrat Frankrike i bronsmatchen.